# CuBirds
CuBirds ist ein Kartenspiel des Autors Stefan Alexander, das 2018 beim Verlag Catch Up Games erschienen ist. In Deutschland wird es seit 2019 von Board Game Circus vertrieben. 2021 wurde das Spiel mit dem Niederländischen Spielepreis als bestes Familienspiel ausgezeichnet.

## Thema und Ausstattung
CuBirds ist ein einfaches Kartenspiel, das über mehrere Runden gespielt wird. Es geht darum, durch das Sammeln von Vogelkarten Schwärme gleicher Vogelarten zu bilden. Dabei gewinnt der Spieler, der zuerst sieben von acht möglichen Schwärmen verschiedener Vogelarten oder je drei Schwärme von zwei Vogelarten gesammelt hat.
Das Spielmaterial besteht aus 110 Vogelkarten mit acht verschiedenen Arten. Dabei sind die Karten ungleichmäßig verteilt und Karten mit Arten, die kleine Schwärme bilden, sind seltener als solche mit Arten, die große Schwärme bilden.

## Spielregeln

### Spielvorbereitung
Zur Spielvorbereitung wird von einem Spieler eine offene Kartenauslage aus vier Reihen mit je drei Karten in der Tischmitte ausgelegt, wobei jede Reihe drei Vögel unterschiedlicher Art enthalten muss. Die restlichen Karten bilden einen verdeckten Nachziehstapel. Jeder Spieler bekommt verdeckt je acht Vogelkarten, die er als Starthand aufnimmt. Je eine weitere Vogelkarte wird an jeden Mitspieler ausgeteilt, die offen ausgelegt wird und den ersten Vogel der eigenen Sammlung bildet.

### Spielweise
Das Spiel wird im Uhrzeigersinn beginnend mit dem Kartengeber gespielt, ein Spiel geht über eine oder mehrere Runden. Der Spieler, der an der Reihe ist, muss eine oder mehrere Vogelkarten anlegen und darf anschließend einen Schwarm ausspielen. Zum Anlegen wählt der Spieler eine Vogelart in seiner Hand und legt dann alle Karten dieser Art an eine der vier Reihen entweder links oder rechts an. Dabei darf er Vögel anlegen, die bereits in der Reihe liegen, oder solche, die in der gewählten Reihe noch nicht vorkommen. Liegt bereits ein Vogel derselben Art in der Reihe, nimmt er sich alle anderen Karten, die zwischen den beiden Vögeln derselben Art liegen, auf die eigene Hand. Die übrigen Karten in der Reihe werden so zusammengeschoben, dass sie eine neue Reihe bilden. Wenn in der Reihe danach nur noch Vögel genau einer Art liegen, wird die Reihe mit neuen Vögeln vom Nachziehstapel rechts oder links aufgefüllt, bis ein Vogel einer weiteren Art in der Reihe liegt. Liegt bei Anlage noch keine Karte der gleichen Art in der Reihe, darf der Spieler zwei Karten vom Nachziehstapel ziehen; er darf auf das Ziehen allerdings auch verzichten.
Nachdem der Spieler Karten auf die Hand genommen hat, darf er einen Vogelschwarm aus seiner Hand ausspielen. Er muss dafür eine Mindestanzahl von Vögeln der gleichen Art ablegen und darf genau einen oder zwei Vögel der eigenen Sammlung hinzufügen. Zum Ausspielen muss er alle Vögel dieser Art von der Hand offen vorzeigen. Ist die Anzahl der vorgezeigten Vögel größer oder gleich der Anzahl, die für einen kleinen oder großen Schwarm benötigt wird, fügt er seiner Sammlung einen oder zwei der vorgezeigten Vögel hinzu. Alle übrigen Vögel werden auf den Ablagestapel gelegt.

### Runden- und Spielende
Die Spieler führen so lange ihre Züge aus, bis eine Runde endet oder das Spiel gewonnen ist. Eine Runde endet, sobald eine Person am Ende ihres Zuges keine Karten mehr auf der Hand hat. Dann legen alle Spieler ihre verbleibenden Handkarten auf den Ablagestapel und es werden jeweils acht neue Karten vom verdeckten Nachziehstapel an alle ausgeteilt. Danach beginnt der Spieler, der die Karten ausgeteilt hat, die nächste Runde.
Das Spiel endet, wenn ein Spieler am Ende seines Zuges entweder sieben verschiedene Vogelarten oder jeweils mindestens drei Vögel von zwei verschiedenen Arten in seiner Sammlung hat. Dieser Spieler gewinnt das Spiel, das sofort endet. Alternativ endet das Spiel, wenn zu Beginn einer neuen Runde keine acht Karten mehr an alle ausgeteilt werden können. In diesem Fall gewinnt der Spieler mit den meisten Vögeln in der eigenen Sammlung.

## Ausgaben und Rezeptionen
Das Spiel CuBirds wurde von Stefan Alexander entwickelt und erschien 2018 beim Verlag Catch Up Games zunächst auf Englisch und Französisch. Im gleichen Jahr erschien es in verschiedenen weiteren Sprachversionen, darunter Spanisch, Polnisch und Italienisch. 2019 wurde es in einer deutschen Version bei Board Game Circus veröffentlicht sowie auf Koreanisch, Tschechisch und Slowakisch. Nachfolgend erschien das Spiel auch auf Russisch, Ungarisch, Niederländisch und Portugiesisch.
Das Spiel wurde zusammen mit Detective Club und Der Kartograph beim Niederländischen Spielepreis 2021 nominiert und als Familienspiel des Jahres ausgezeichnet.
Auf der Plattform Board Game Arena erschien außerdem eine Online-Adaption des Spiels.

## Belege
1. 1 2 3 4  Spielanleitung CuBirds, Board Game Circus 2019.
2. ↑  Versionen von CuBirds in der Spieledatenbank BoardGameGeek (englisch); abgerufen am 24. Juli 2022.
3. ↑  Familieprijs 2021: CuBirds auf denederlandsespellenprijs.nl, 6. Vovermber 2021; abgerufen am 24. Juli 2022.
4. ↑  Online-Adaption auf Board Game Arena.